# Mamoke He
Mamoke He (kinesiska: 麻摩柯河) är ett vattendrag i Kina. Det ligger i provinsen Sichuan, i den sydvästra delen av landet, omkring 650 kilometer nordväst om provinshuvudstaden Chengdu.
Genomsnittlig årsnederbörd är 689 millimeter. Den regnigaste månaden är juli, med i genomsnitt 158 mm nederbörd, och den torraste är december, med 4 mm nederbörd.